# Joaquim Ballester Rigla
Joaquim Ballester Rigla (Badalona, 19 d'octubre de 1936) és un exjugador de bàsquet català.
Va debutar en el primer equip del Joventut de Badalona la temporada 1953-54, i tota la seva carrera ha estat lligada a la Penya, club del que fou jugador del primer equip durant dotze temporades ininterrompudes, fins a la 1964-65. Al llarg de la seva estada al club verd-i-negre guanyà dos Campionats de Catalunya (1954, 1957) i dues Copes d'Espanya (1955, 1958), sent un dels jugadors de la primera lliga espanyola que es va celebrar. També fou internacional amb la selecció espanyola.